# Campobello di Mazara
Campobello di Mazara (tiếng Sicilia: Campubeddu) là một thị xã thuộc vùng Sicilia, trong tỉnh Trapani. Dân số đô thị này là 11.190 người (năm 2004).